# フレッド・クインビー
フレッド・クインビー（Frederick C. "Fred" Quimby、1886年7月31日 - 1965年9月16日）は、アメリカ合衆国の映画プロデューサーである。メトロ・ゴールドウィン・メイヤー（以下: MGM）に所属していた。

## 経歴
ミネソタ州ミネアポリス出身。
当初はジャーナリストとして活動していたが、1907年にモンタナ州ミズーラで劇場を経営。その後、映画会社のパテへ入社し取締役まで昇進したが、1921年に退社しフリーのプロデューサーとなる。
1924年、フォックス・フィルムに入社。1927年にMGMに移り、短編映画部門の責任者となる。1937年、MGMのアニメーション部門であるMGMカートゥーン・スタジオが創設されると同部門の制作責任者（プロデューサー）となり、他社から多くのアニメーターを登用する。また、『トムとジェリー』をはじめとするアニメーション作品の制作を総括し、日本でも知られる数多くの作品を世に送り出した。
『Good Will to Men』（『動物たちの国づくり』のリメイク）の制作後、クインビーは1955年5月にMGMを退職し引退する。担当していた『トムとジェリー』シリーズは監督のウィリアム・ハンナとジョセフ・バーベラが兼任で制作総括の役割も引き継いだが、同社の財政難やテレビの普及などにより制作手法がシネマスコープに切り替えられたり、従来の作品に比べ質が低下したりするなど、彼の退社時点で既に先の見えた状況にあった。結局1957年限りで同社のアニメーション制作部門は閉鎖されてしまった。
1965年9月16日、カリフォルニア州サンタモニカで心臓発作のため死去。79歳没。遺体は、カリフォルニア州グレンデールのフォレスト・ローン・メモリアル・パークに埋葬された。

## 人物
ウィリアム・ハンナとジョセフ・バーベラ（ハンナ＝バーベラ）をはじめ、同社に所属していたヒュー・ハーマン、テックス・アヴェリーといった当時の米国アニメーション界を代表する多士済々な人材をよく統率するとともに、アニメーション制作現場の「総監督」的な役割を果たした。
『トムとジェリー』のほか、ドルーピーやクマのバーニーなどの作品において、退社する1955年まで殆どの作品をプロデュースしており、担当作品のスタッフクレジットでは必ず「Produced by FRED QUIMBY」のロゴが最後を飾っていた。
功績とは対照的に、現場でのクインビーは創作プロセスに一切関与しなかったといい、それにもかかわらず手柄や賞だけを独占するためアニメーターからは嫌われていたという。ジョセフ・バーベラによると、作品での彼のクレジットは「自分の名前だけでかでかと挿入し、本当の立役者を隅に追いやっている」と反感を買っていたという。また、『トムとジェリー』は7回アカデミー賞を受賞しているが、そのたびに単独で受賞し舞台へ登壇するクインビーに対してバーベラはハンナと共にオスカーに関われるようにしてほしいと頼んだものの、クインビーはMGM副社長であったエディ・マニックスの意向もあり、いつも「だめだ」と一蹴だったという。
アニメーターの昇給に消極的だったといい、バーベラは一度彼から昇給を約束されたが、それは半年間しつこく言い続けるまで実現しなかったことを明かしている。
真面目な性格から、特にテックス・アヴェリーとは馬があわなかったという。バーベラは後に「テックスは、どんな時でもクインビーを激怒させてしまうことができた唯一の人物だった」「『おかしな赤頭巾』でテックスがとてもセクシーな女の子のキャラクターを創りだした時のクインビーは、低俗で悪趣味の見本だと考えるものを見せられて激怒していた。だが、それが大ヒット作の仲間入りをしたため、その事実が余計にクインビーをいらいらさせたのだった」と語っている。
クインビーの才能に関しては、バーベラは後に以下のように評している。
| 「 | ......残念なことに、カートゥーンのプロデューサーとして、彼にはユーモアのセンスがなかった......。彼はアニメーションのことは何も知らず、アニメは彼にとって奇妙なものだった。アニメーターたちがある種の熱意を持った少年とするなら、彼はそれに対抗する学校長の役である。彼はアニメーターと会社の上層部の間に立ち、予算増額や昇給、特別な資金配分の要求を断るのが常だったようだ。 | 」 |

これらのことから、バーベラはクインビーを嫌っていたことを明かしながらも、やりたいことは彼だけ説得させればよい環境にしてくれたことをはじめ、自由な創作の場を与えてもらったこともあり「ある意味では、私が出会った人物の中でもっとも信頼できる人間だった」としている。

## 主なプロデュース作品
- トムとジェリー
- ドルーピー
- クマのバーニー

## 関連人物
- テックス・アヴェリー
- ウィリアム・ハンナ
- ジョセフ・バーベラ
- ルドルフ・アイジング
- ヒュー・ハーマン
- メトロ・ゴールドウィン・メイヤー